# Soraluze/Placencia de las Armas
Soraluze-Placencia de las Armas là một đô thị trong tỉnh Guipúzcoa thuộc cộng đồng tự trị Xứ Basque, Tây Ban Nha.